# Dillon Casey
Dillon Francis Casey (Dallas, 1983. október 29. –) amerikai–kanadai színész és producer. 
Legismertebb alakítása Sean Pierce Nikita című sorozatban.

## Fiatalkora
1983. október 29-én született Dallasban és Oakville-ben nőtt fel. Édesapja, Richard urológus, édesanyja, Patrice pedig tanácsadó. Az Oakville Trafalgar High School elvégzése után 2005-ben a McGill Egyetemen szerzett diplomát, majd a Torontói Egyetemen szerzett mester diplomát.

## Pályafutása
2008-ban az MVP című sorozatban volt főszereplő. 2011-ben a Skins című sorozatban szerepelt. Még ebben az évben a Creature című filmben tűnt fel. 2013-ban a Backpackers című sorozat főszereplője volt. 2015-ben A S.H.I.E.L.D. ügynökei című sorozatban szerepelt, mint Will Daniels / Raj.

## Filmográfia

### Filmek
| Év   | Magyar cím | Eredeti cím          | Szerep             | Magyar hang |
| ---- | ---------- | -------------------- | ------------------ | ----------- |
| 2007 |            | Killing Zelda Sparks | Bill               |             |
| 2008 |            | Shirtgun Guy         | Pólófegyveres srác |             |
| 2009 |            | Captain Coulier      | Fred               |             |
| 2011 |            | Creature             | Oscar              |             |
| 2012 | Fogadom    | The Vow              | Ryan               |             |
| 2013 |            | Only I...            | Van Walton         |             |
| 2021 |            | Defining Moments     | Dave               |             |
| 2023 |            | The Amityville Curse | Frank Winfield     |             |

### Televíziós szerepek
| Év         | Magyar cím               | Eredeti cím              | Szerep                     | Megjegyzések                         |
| ---------- | ------------------------ | ------------------------ | -------------------------- | ------------------------------------ |
| 2001       |                          | System Crash             | Groovy Gary / Tommy Jensen | 1 epizód                             |
| 2005       |                          | Code Breakers            | Sentry                     | tévéfilm                             |
| 2006       |                          | 11 Cameras               | Chuck                      | főszereplő                           |
| 2006       | Eltűntnek nyilvánítva    | 1-800-Missing            | Steve Biggs                | 1 epizód                             |
| 2007       |                          | Monster Warriors         | Jock Strongjaw             | 1 epizód                             |
| 2007       |                          | The Best Years           | Brandon Zimmerman          | 4 epizód                             |
| 2007       | Korai neked még a konty! | Too Young to Marry       | Max Doyle                  | tévéfilm                             |
| 2008       |                          | MVP                      | Trevor Lemonde             | főszereplő                           |
| 2008       |                          | House Party              | Sean Goldstein             | főszereplő                           |
| 2008       |                          | Victor                   | Glenn Crossley             | tévéfilm                             |
| 2009       | Aaron Stone              | Aaron Stone              | Dax                        | 1 epizód                             |
| 2009       | 13-as raktár             | Warehouse 13             | Cody Thomas                | 1 epizód                             |
| 2009       |                          | Valemont                 | Sebastian                  | 16 epizód                            |
| 2009       | A nevelőnő titka         | A Nanny's Secret         | Carter                     | tévéfilm magyar hangja Rajkai Zoltán |
| 2009–2010  | Erica világa             | Being Erica              | Ryan                       | 6 epizód                             |
| 2010       | Vámpírnaplók             | The Vampire Diaries      | Noah                       | 1 epizód magyar hangja Seder Gábor   |
| 2011       | Skins                    | Skins                    | Evan                       | 3 epizód                             |
| 2011       | Torchwood                | Torchwood                | Brad                       | 1 epizód                             |
| 2011       |                          | Three Inches             | Dillon                     | tévéfilm                             |
| 2011–2013  | Nikita                   | Nikita                   | Sean Pierce                | 39 epizód                            |
| 2013       |                          | Backpackers              | Brandon                    | főszereplő                           |
| 2014–2015  |                          | Remedy                   | Griffin Connor             | főszereplő                           |
| 2015       | A S.H.I.E.L.D. ügynökei  | Agents of S.H.I.E.L.D.   | Will Daniels / Raj         | 2 epizód magyar hangja Horváth Illés |
| 2016–2017  |                          | Turn: Washington's Spies | Randall                    | 3 epizód                             |
| 2017–2018  |                          | Designated Survivor      | Blakey                     | 5 epizód                             |
| 2019, 2021 | Frankie Drake rejtélyek  | Frankie Drake Mysteries  | Jack Drake                 | 2 epizód                             |